# 毛長川
毛長川（けながかわ）は、埼玉県および東京都を流れる利根川水系綾瀬川支流の一級河川である。かつては毛長堀、毛長落しと呼称されていた。昭和23年より40年にかけて改修拡張された。

## 地理
埼玉県川口市東部で江川と前野宿川が合流し毛長川がはじまる。市内を南へ、草加市と足立区の境を東へ流れ、足立区花畑地区で綾瀬川に合流する。一級河川の上流端は川口市安行慈林。途中毛長川調節池や新芝川への放水路である毛長川放水路などの治水施設が建設されている。旧入間川（荒川下流部）の流路であり 、『新編武蔵風土記稿』の毛長明神社の項では毛長沼という沼地があったことも記されている。

## 環境
人口急増に伴う都市化で20世紀後半には水質が悪化したが、流域の下水道の普及などによって2000年代から次第に改善した。現在、埼玉高速鉄道線のトンネルを活用して荒川の水を引き込み、綾瀬川同様、毛長川に注ぐことで水質を改善する工夫が行われている。水質が改善されてきたためか、毛長川では魚類の生息が確認されている。 但し昭和54年時点でも東武伊勢崎線の橋付近にて鯉の幼魚複数が釣獲された。また、食用蛙のオタマジャクシは多く棲息していた。ヘドロなどの汚濁が凄まじく魚類調査は困難であったため公的な記録は残されていない。

## 流域の自治体
埼玉県
川口市、草加市
東京都
足立区

## 支流
- 江川
- 前野宿川
- 中居堀川
- 見沼代用水東縁
- 辰井川

## 橋梁
上流より
- 長寿橋
- ○○橋
- 見沼代用水東縁
- ○○橋
- ○○橋
- ○○橋

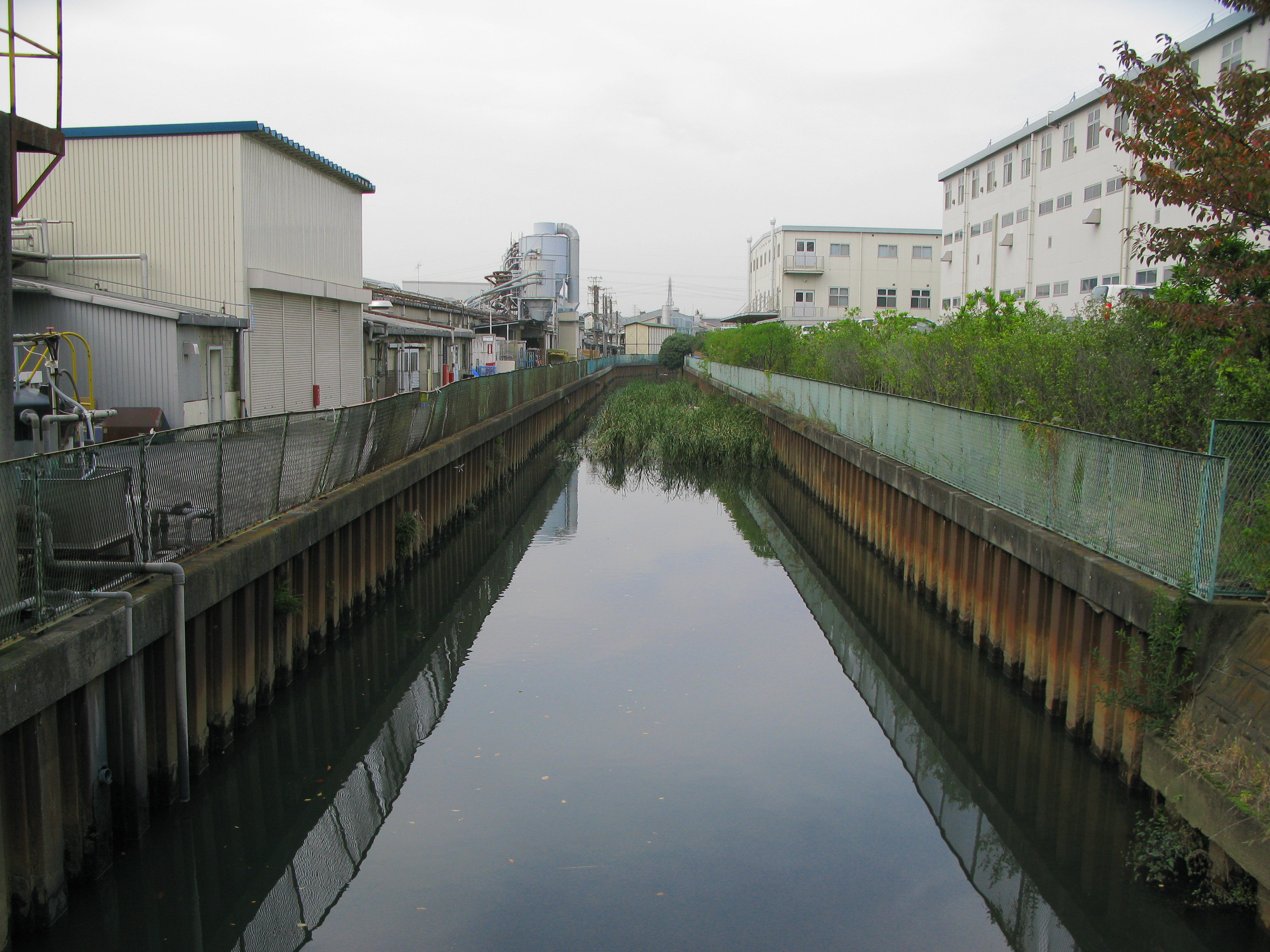
川口市江戸3丁目、江戸橋付近

- 毛長橋（埼玉県道34号さいたま草加線・第二産業道路）
- ○○橋
- 赤井橋（東京都道58号台東川口線）
- ○○橋
- 高土手橋
- 毛長1号橋
- 毛長川橋
- 江戸橋（あずま通り）
- 中居橋（首都高速川口線）
- 新砂子路橋
- 舎人橋
- 砂小橋
- 舎人二ツ橋（東京都道58号台東川口線）
- 里人やすらぎ橋
- けなが橋
- 谷塚橋（埼玉県道103号吉場安行東京線）
- 東武伊勢崎線
- 毛長掘橋（国道4号草加バイパス）
- 水神橋（東京都道49号足立越谷線）
- 花畑大橋
- 大鷲さくら橋
- 鷲宮橋（東京都道466号内匠橋花畑線）